# Starinarna
Starinarna (tudi starinarnica) ali antikvariat je trgovina s predmeti starinske vrednosti.

## Izrazje
Antikvariat je tujka, ki je na Slovenskem v uporabi od 19. stoletja, prevzeta iz nemške besede Antiquariat, kar je izpeljano iz  francoščine antiquaire /starinar/, antiquité /starina/ , antique /starodaven, antičen/.